# Казанова, Сати Сетгалиевна
Сатане́й (Сати́) Сетгали́евна Каза́нова (кабард.-черк. Къэзан Сэтджэлий ипхъу Сэтэней; род. 2 октября 1982, Верхний Куркужин, Кабардино-Балкарская АССР) — российская певица и актриса, модель, телеведущая. Бывшая участница российской женской группы «Фабрика» (2002—2010). Основатель и вокалистка проекта Sati Ethnica. Неоднократно включалась в рейтинги самых сексуальных женщин русскоязычными версиями журналов FHM и Maxim.

## Биография

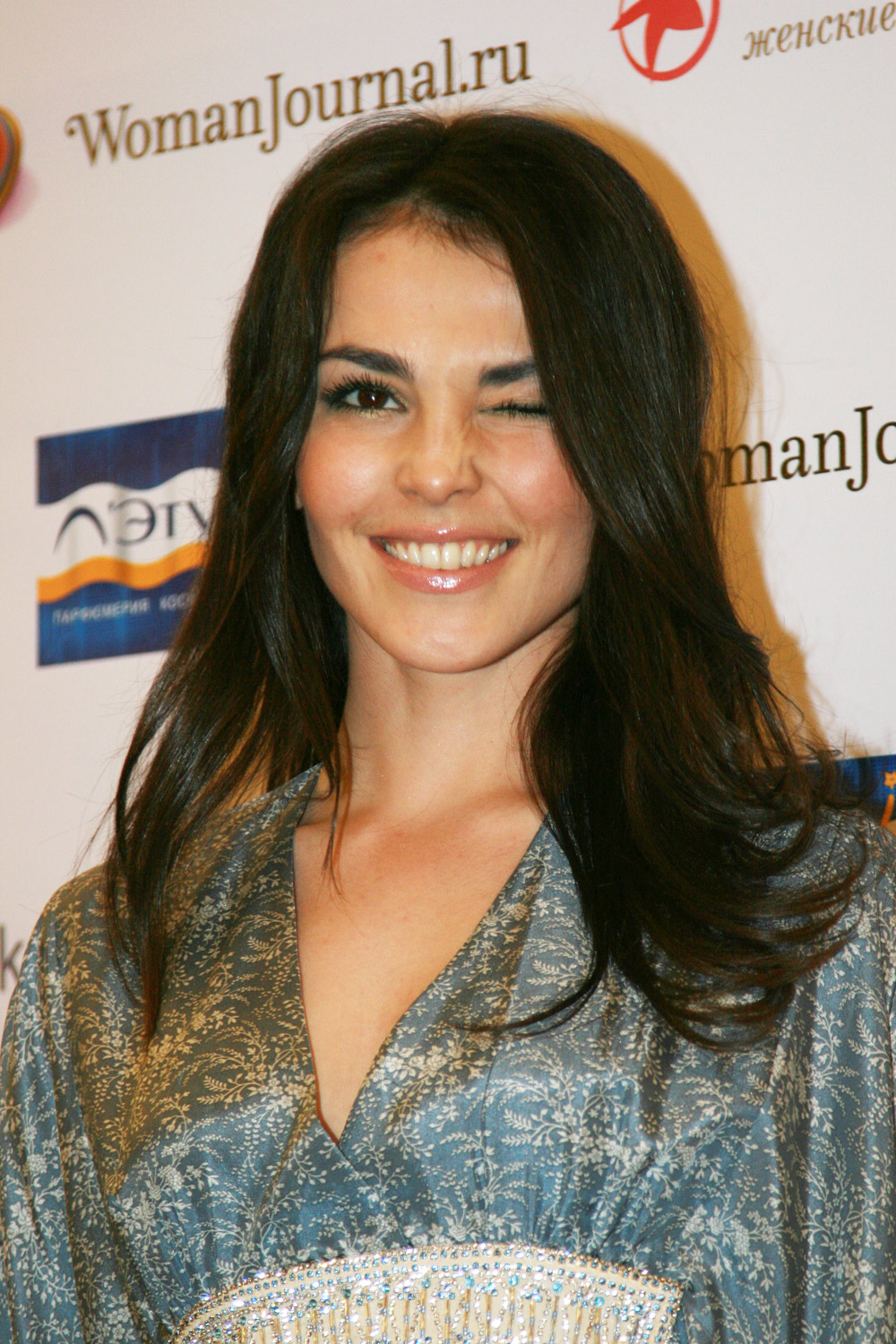

Родилась в семье дальнобойщика Сетгалия Талостановича Казанова и врача Фатимы Исмаиловны Казановой. По национальности — кабардинка. Имеет трёх сестёр: Светлану, Марьяну и Мадину.
Окончила Кабардино-Балкарское училище культуры и искусств в городе Нальчике по специальности «академическое пение». Лауреат регионального конкурса «Нальчикские зори». Получила неполное высшее образование в Российской академии музыки им. Гнесиных по специальности «эстрадное пение». Одно время работала певицей в казино. В 2014 году заочно окончила Российский университет театрального искусства (ГИТИС) по специальности «актёр», курс А. А. Огарёва.

## Личная жизнь
С 14 октября 2017 года состоит в браке с итальянским фотографом Стефано Тиоццо. Сати и её муж являются последователями Свами Вишвананды — индуистского гуру с острова Маврикий.
23 октября 2024 года родила дочь.
Вегетарианка, практикует и преподаёт йогу.
С 2011 года является владелицей 3-комнатной квартиры в элитном доме в Москве, расположенном рядом с «Мосфильмом». Новоселье отпраздновала по мусульманскому обряду.

## Общественная позиция
В январе 2017 года Сати Казанова опубликовала в своём микроблоге в Instagram пост, в котором высказала своё возмущение возбуждением административного дела в отношении петербургского кришнаита Дмитрия Угая, который подвергся уголовному преследованию за лекцию о йоге, прочитанную им в октябре 2016 года. Лекция была сочтена правоохранительными органами миссионерской деятельностью. Казанова призналась, что сама преподаёт йогу и теперь боится быть арестованной. Она раскритиковала закон, по которому ведётся дело, и отметила, что йога является не религией, а философским учением и в ней нет ничего опасного. Казанова также отметила, что эпоха сталинизма уже давно прошла и у человека нельзя отнимать право «на обретение знаний, на постижение себя и жизни». Позже, однако, Казанова написала новый пост, в котором смягчила свою позицию: «Я глубоко убеждена, что нет ничего более глупого, чем ругать власть, своё происхождение, свою страну».
Сати является послом фонда содействия сохранению дикой природы Notivory.

## Скандалы
В сентябре 2016 года на пресс-конференции в Нальчике Сати Казанова сказала, что её фонд «Культура и жизнь» занимается творчеством, а не помощью «кривым и косым» детям. Это высказывание возмутило общественность. В частности, с критикой в адрес певицы выступили Лолита Милявская и певец Данко, воспитывающий ребёнка-инвалида. Позже певица принесла публичные извинения.

## Дискография
- Девушки Фабричные (2003 в составе группы Фабрика)
- Мы такие разные (2008 в составе группы Фабрика)

| Название     | Информация                                                                  |
| ------------ | --------------------------------------------------------------------------- |
| Sati Ethnica | - Релиз: 17 декабря 2017 - Лейбл: Media Land - Формат: цифровая дистрибуция |
| Спасибо тебе | - Релиз: 30 декабря 2017 - Лейбл: Media Land - Формат: цифровая дистрибуция |

- SAT (2019)
- DHYANA (2020)
- Jwaalaa (2021)
- Radhe Shyam (2021 EP альбом)
- SAHAJ (2022)

### Синглы
| Год  | Название                                               | Альбом                |
| ---- | ------------------------------------------------------ | --------------------- |
| 2010 | «Семь восьмых»                                         | сингл                 |
| 2010 | «Игра»                                                 | сингл                 |
| 2011 | «Буэнос-Айрес»                                         | сингл                 |
| 2011 | «Потусторонняя»                                        | сингл                 |
| 2012 | «Сказка»                                               | сингл                 |
| 2012 | «Чувство лёгкости» (совместно с Батиштой)              | сингл                 |
| 2013 | «Зима»                                                 | сингл                 |
| 2013 | «Дура»                                                 | сингл                 |
| 2013 | «Мы поверим в чудеса»                                  | сингл                 |
| 2014 | «До рассвета» / «Porque te Amo» (совместно с Arsenium) | сингл                 |
| 2014 | «Прощай»                                               | сингл                 |
| 2014 | «Бадыноко»                                             | сингл                 |
| 2015 | «Я тебя любила»                                        | сингл                 |
| 2015 | «Счастье есть»                                         | сингл                 |
| 2015 | «Спит моё счастье»                                     | сингл                 |
| 2015 | «Колыбельная»                                          | По небу босиком (OST) |
| 2016 | «Дега безам» (Любовь сердца)                           | сингл                 |
| 2016 | «Всем Салам!» (совместно с Ринатом Каримовом)          | сингл                 |
| 2016 | «Радость, привет!» / «Happiness Hey»                   | сингл                 |
| 2017 | «Моя правда»                                           | сингл                 |
| 2017 | «Спасибо тебе»                                         | сингл                 |
| 2017 | «Я украду» (совместно с Doni)                          | сингл                 |
| 2018 | «Мама»                                                 | Спасибо тебе          |
| 2018 | «Мураками»                                             | сингл                 |
| 2018 | «Ладони Парижа»                                        | сингл                 |

## Видеоклипы
| Год  | Клип                                                                               | Режиссёр                       | Альбом                |
| ---- | ---------------------------------------------------------------------------------- | ------------------------------ | --------------------- |
| 2010 | «Семь восьмых»                                                                     | Катя Царик                     | без альбома           |
| 2011 | «Буэнос-Айрес»                                                                     | Евгений Мисюра                 | без альбома           |
| 2011 | «Потусторонняя»                                                                    | Алан Бадоев                    | без альбома           |
| 2012 | «Чувство лёгкости» (совместно с Батиштой)                                          | Виктор Скуратовский            | без альбома           |
| 2013 | «Дура»                                                                             | Александр Филатович            | без альбома           |
| 2013 | «Мы поверим в чудеса» (совместно с Brandon Stone, «5sta Family», Соней Лапшаковой) | Вера Лапшакова                 | без альбома           |
| 2014 | «Прощай»                                                                           | Павел Кильдау и Тарас Голубков | без альбома           |
| 2014 | «До рассвета» / «Porque te Amo» (совместно с Arsenium)                             | Павел Кильдау и Тарас Голубков | без альбома           |
| 2015 | «Счастье есть»                                                                     | Мария Скобелева                | без альбома           |
| 2015 | «Спит моё счастье»                                                                 | Александр Филатович            | Спасибо тебе          |
| 2015 | «Колыбельная»                                                                      | Султан Хажироко                | По небу босиком (OST) |
| 2016 | «Радость, привет!» / «Happiness Hey»                                               | Дмитрий и Евгений Мисюры       | Спасибо тебе          |
| 2016 | «Лучшее впереди!»                                                                  | Алина Верипя                   | без альбома           |
| 2017 | «Моя правда»                                                                       | Александр Филатович            | Спасибо тебе          |
| 2017 | «Спасибо тебе»                                                                     | Рина Касюра                    | Спасибо тебе          |
| 2017 | «Я украду» (совместно с DONI)                                                      | Рустам Романов                 | без альбома           |
| 2018 | «Мама»                                                                             | Алина Верипя                   | Спасибо тебе          |
| 2018 | «Ладони Парижа»                                                                    | Анна Цуканова                  | без альбома           |

## Чарты
| Год  | Название                                  | Чарты                               | Чарты                              | Чарты                                       | Чарты                               | Чарты                             | Чарты                           | Чарты                               | Альбом                |
| Год  | Название                                  | Россия и СНГ (TopHit Общий Топ-100) | Россия (TopHit Московский Топ-100) | Россия (TopHit Санкт-Петербургский Топ-100) | Украина (TopHit Украинский Топ-100) | Украина (TopHit Киевский Топ-100) | Радиочарт по заявкам TopHit 100 | Россия и СНГ (TopHit Общий годовой) | Альбом                |
| ---- | ----------------------------------------- | ----------------------------------- | ---------------------------------- | ------------------------------------------- | ----------------------------------- | --------------------------------- | ------------------------------- | ----------------------------------- | --------------------- |
| 2010 | «Семь восьмых»                            | 194                                 | -                                  | -                                           | 88                                  | 116                               | 44                              | -                                   | сингл                 |
| 2011 | «Буэнос-Айрес»                            | 203                                 | -                                  | -                                           | 489                                 | -                                 | 36                              | -                                   | сингл                 |
| 2012 | «Чувство лёгкости» (совместно с Батиштой) | 77                                  | 93                                 | -                                           | 196                                 | 471                               | 64                              | -                                   | сингл                 |
| 2012 | «Потусторонняя»                           | 299                                 | -                                  | -                                           | 887                                 | -                                 | 165                             | -                                   | сингл                 |
| 2014 | «До рассвета» (совместно с Arsenium)      | 21                                  | 24                                 | 29                                          | 13                                  | 9                                 | 4                               | 20                                  | сингл                 |
| 2015 | «Счастье Есть»                            | 28                                  | 91                                 | -                                           | 540                                 | 532                               | 41                              | -                                   | сингл                 |
| 2015 | «Спит моё счастье»                        | 42                                  | -                                  | -                                           | -                                   | -                                 | -                               | -                                   | сингл                 |
| 2015 | «Колыбельная»                             | -                                   | -                                  | -                                           | -                                   | -                                 | -                               | -                                   | По небу босиком (Ost) |

«—» песня отсутствовала в чарте

## Участие в ТВ-проектах
- 2002 — «Фабрика звёзд» (Первый канал)
- 2010 — «Лёд и пламень» (Первый канал)
- 2013 — «Один в один» (Первый канал)
- 2014 — «Живой звук» (Россия-1)
- 2015 — «Империя иллюзий братьев Сафроновых» (СТС)
- 2016 — «Импровизация» (ТНТ)
- 2018 — «Секрет на миллион» (НТВ)
- 2018 — «Орёл и решка. Россия» Золотое Кольцо России (Владимир и Суздаль) (Пятница!)

## Фильмография
| Год  |   | Название               | Роль                                |
| ---- | - | ---------------------- | ----------------------------------- |
| 2006 | с | Здрасьте, я ваше папо! | Имя персонажа не указано            |
| 2008 | ф | Снежный ангел          | девушка, снимающая квартиру у Жанны |
| 2012 | ф | Zолушка                | камео                               |
| 2015 | ф | По небу босиком        | мама Бита                           |

## Работа в рекламе
- ТВ-ролик парфюмерии Unilever.
- ТВ-ролик шампуня Clear vita Abe (2011 год)[24]
- ТВ-ролик сока Gracio[25]
- ТВ-ролик йогуртов Даниссимо (2011 год)[26]
- Лицо одежды Climona (2012 год)[27]
- Лицо модной недели ТЦ МЕГА (2014 год)
- Лицо денежных переводов Золотая корона (с 2015 года)
- Лицо линейки часов CASIO (с 2014 года)
- Лицо новой линейки машин Mercedes Benz (2014 год)[28]
- с октября 2015 года лицо и совладелица бренда женской верхней одежды из искусственных материалов Only Me.

## Премии и почётные звания
- 2003 — «Золотой граммофон» (в составе «Фабрики»)
- 2004 — «Стопудовый хит» (в составе «Фабрики»)
- 2004 — «Золотой граммофон» (в составе «Фабрики»)
- 2005 — «Золотой граммофон» (в составе «Фабрики»)
- 2005 — Glamour (поп-группа года, в составе «Фабрики»)
- 2006 — «Астра» (самая стильная певица)
- 2009 — Заслуженная артистка Республики Адыгея
- 2010 — Заслуженная артистка Кабардино-Балкарской Республики
- 2010 — «Певица года (по версии журнала „Glamour“)»
- 2012 — «Самая стильная певица» («Woman» Премия МУЗ ТВ)[3]
- 2012 — Заслуженная артистка Карачаево-Черкесской Республики[29]
- 2014 — «Fashion tv» (Лучший дуэт)
- 2015 — «Звуковая дорожка» (приз зрительских симпатий)
- 2015 — «Moda topical» (Лучшая песня «Счастье есть»)
- 2015 — «Золотой Граммофон» (за песню «До рассвета» в Санкт-Петербурге)
- 2015 — «Золотой Граммофон» (за песню «До рассвета» в Минске)
- 2016 — «Золотой Граммофон» (за песню «Радость, привет»)
- 2017 — «Заслуженный артист Республики Ингушетия»[30][31]